# Roberto II de Escocia
Roberto II, llamado  Roberto Estuardo (Stewart, que significa 'el Senescal' o 'el Administrador', un título que dio el nombre a la Casa de Estuardo). (2 de marzo de 1316 - 19 de abril de 1390) fue rey de Escocia desde 1371 hasta su muerte en 1390, momento en el que le sucedió su hijo Juan, con el nombre de Roberto III.
Roberto era el único hijo de Walter Estuardo, el VI gran senescal de Escocia y de Marjorie Bruce, hija del rey Roberto I Bruce y de su primera esposa Isabella de Mar. Sucedió a su tío David II, único hijo del rey Roberto. Durante su reinado los hidalgos de Escocia recuperaron mucha de la tierra de su país que estaba dominada por los ingleses. Roberto aumentó el poder de su dinastía por regalar fincas y herencias a sus hijos. En 1384 Roberto perdió el poder real en favor de su hijo mayor Juan, conde de Carrick; murió en 1390.

## Primeros años
Nació por cesárea, en Paisley el 2 de marzo de 1316. Su madre, la princesa Marjorie Bruce, sobrevivió solo pocas horas a su nacimiento. Su padre, el gran senescal Walter Estuardo,  murió en 1327. 
En 1318, el parlamento escocés decretó que, si el rey Roberto I moría sin hijos, la Corona debería pasar al hijo de Marjorie, pero Bruce tuvo un hijo (que sucedería a su padre como David II) en 1324, lo que pospuso el acceso de Roberto al trono escocés por casi cuarenta y dos años. Después de que David fuese coronado rey en 1329, Estuardo comenzó a desempeñar una parte importante en los asuntos de Escocia, toda vez que fue uno de los líderes del ejército escocés en la batalla de Halidon Hill, en julio de 1333. Tras algunos éxitos sobre los partidarios de Eduardo Balliol en el oeste de Escocia, él y John Randolph, 3.er conde de Moray (m. 1346), fueron elegidos regentes del reino, mientras David II huía a Francia.
En 1335 el conde de Moray fue hecho preso de Inglaterra, y Roberto Estuardo cedió el control del gobierno escocés a Andrew Murray, hijo del caballero famoso Andrew de Moray. Después de la derrota de las fuerzas de Eduardo Balliol, el rey David volvió a Escocia en 1341.

## Heredero al trono
El 17 de octubre de 1346, Roberto Estuardo fue participante en la Batalla de Neville's Cross, que vio la destrucción del ejército escocés. El rey David fue capturado, y poco después Roberto fue elegido regente de Escocia por la segunda vez. Durante este periodo, la Peste negra afectó a Escocia. Después de la muerte de su primera esposa, Elizabeth Mure, Roberto se casó con Eufemia de Ross en 1355. David II no volvió a su reino hasta 1357. A su regreso, el rey le dio el título de conde de Strathearn a su sobrino Roberto. 
En 1363 Roberto y sus hijos apoyaron a una rebelión contra David II, encabezado por Guillermo Douglas, I conde de Douglas. La rebelión era desordenada y el rey logró una victoria. Roberto fue amenazado con la pérdida con sus derechos al trono por su participación. 
Durante todos sus años como rey, David II no tuvo hijos de ninguna de sus dos esposas, así que su sobrino Roberto Estuardo se quedó como heredero, como nieto de Roberto el Bruce.

## Reinado
El rey David murió en Edimburgo el 22 de febrero de 1371, dejando a Roberto Estuardo como rey de Escocia. Fue coronado en Scone el 26 de marzo siguiente. En abril de 1373, el parlamento de Escocia decretó que la corona escocés debería quedarse en los manos de la Casa de Estuardo. El hijo mayor del nuevo rey, Juan Estuardo, conde de Carrick, fue reconocido como heredero al trono.
Los hijos de Roberto se beneficiaron de la sucesión de su padre al trono. El segundo hijo Roberto recibió el título de conde de Fife y Menteith; y los hijos menores Alejandro, David, y Walter también recibieron la designación de conde. 
Después del muerto de Eduardo III de Inglaterra en 1377, los señores de Escocia empezaron a encabezar campañas contra los pueblos y tierras de su propio reino que se quedaban bajo del control del rey de Inglaterra. Cuando se comenzó el Cisma de Occidente en 1378, Roberto escogió reconocer al papa de Aviñón, Clemente VII, mientras que el rey inglés apoyó a Urbano VI, el papa legítimo. 
En 1384 Roberto fue arrestado durante un parlamento en la Abadía de Holyrood. El príncipe Juan se hizo cargo del reino como gobernador o teniente. El rey nunca fue preso, pero después de este año no tuvo ya ninguna parte en el gobierno de Escocia. En 1388 el segundo hijo del viejo rey Roberto, conde de Fife, reemplazó a su hermano mayor como teniente. Los últimos años del reinado vieron el gran batalla de Otterburn en Northumberland, el 5 de agosto de 1388, cuando un ejército escocés derrotó a una fuerza inglesa. 
Roberto II murió en el castillo de Dundonald, en el suroeste de Escocia, el 19 de abril de 1390. Fue enterrado en la Abadía de Scone.

## Familia
Casado en primeras nupcias con Isabel Mure de Rowallan, hija del señor Adán Mure de Rowallan, una señora que anteriormente había sido su amante, Roberto se había casado con ella en 1336, pero como el matrimonio había sido criticado como no canónico, él volvió a casarse con ella en 1349, teniendo por lo menos diez hijos:
- Juan Estuardo (1337-1406), conde de Carrick y rey de Escocia, con el nombre de Roberto III.
- Walter Estuardo, conde de Fife (por casarse con Isabella de Fife, hija de Duncan, conde de Fife) (m. 1362)
- Roberto Estuardo (c. 1340-1420), conde de Fife y duque de Albany. Regente del Reino (1401 - 1420).
- Alejandro Estuardo, el Lobo de Badenoch (c. 1343-1405), conde de Buchan.
- David Estuardo, conde de Strathearn (m. c.1389)
- Walter Estuardo, conde de Atholl (m. 1437) después de su participación en el asesinato de su sobrino, Jacobo I de Escocia.
- Margarita Estuardo, casada con Juan de Islay, señor de las Islas
- Marjorie Estuardo, casada con Juan Dunbar, 5.º conde de Moray, y se vuelve a casar con Alejandro Keith
- Johanna Estuardo, Se casó en 1373 con sir Juan Keith, en 1379 con sir Juan Lyon, en 1384 con sir Jacobo Sandilands
- Isabella Estuardo, Se casó con Jacobo Douglas, 2.º conde de Douglas, y después con David Edmondstone
- Catalina Estuardo

De uniones extramatrimoniales nacieron:
- Tomás Estuardo, archidiácano y obispo de Saint Andrews
- Juan de Bute, cuyos descendientes serían los condes y marqueses de Bute.
- Juan "el Rojo Estuardo" de Dundonald, asesinado en Dumbarton el 3 de mayo de 1425, en servicio del rey Jacobo I.[4]